# تپه دیوره حسین‌آباد گرگان
تپه دیوره حسین‌آباد گرگان مربوط به دوران‌های تاریخی پس از اسلام است و در شهرستان بیجار، بخش مرکزی، روستای حسین‌آباد گرگان واقع شده و این اثر در تاریخ ۲۴ فروردین ۱۳۸۲ با شمارهٔ ثبت ۸۰۷۱ به‌عنوان یکی از آثار ملی ایران به ثبت رسیده است.